# Environnement au Sri Lanka
L'environnement au Sri Lanka est l'environnement (ensemble des éléments - biotiques ou abiotiques - qui entourent un individu ou une espèce et dont certains contribuent directement à subvenir à ses besoins) du pays Sri Lanka, pays d'Asie.

## La biodiversité du Sri Lanka

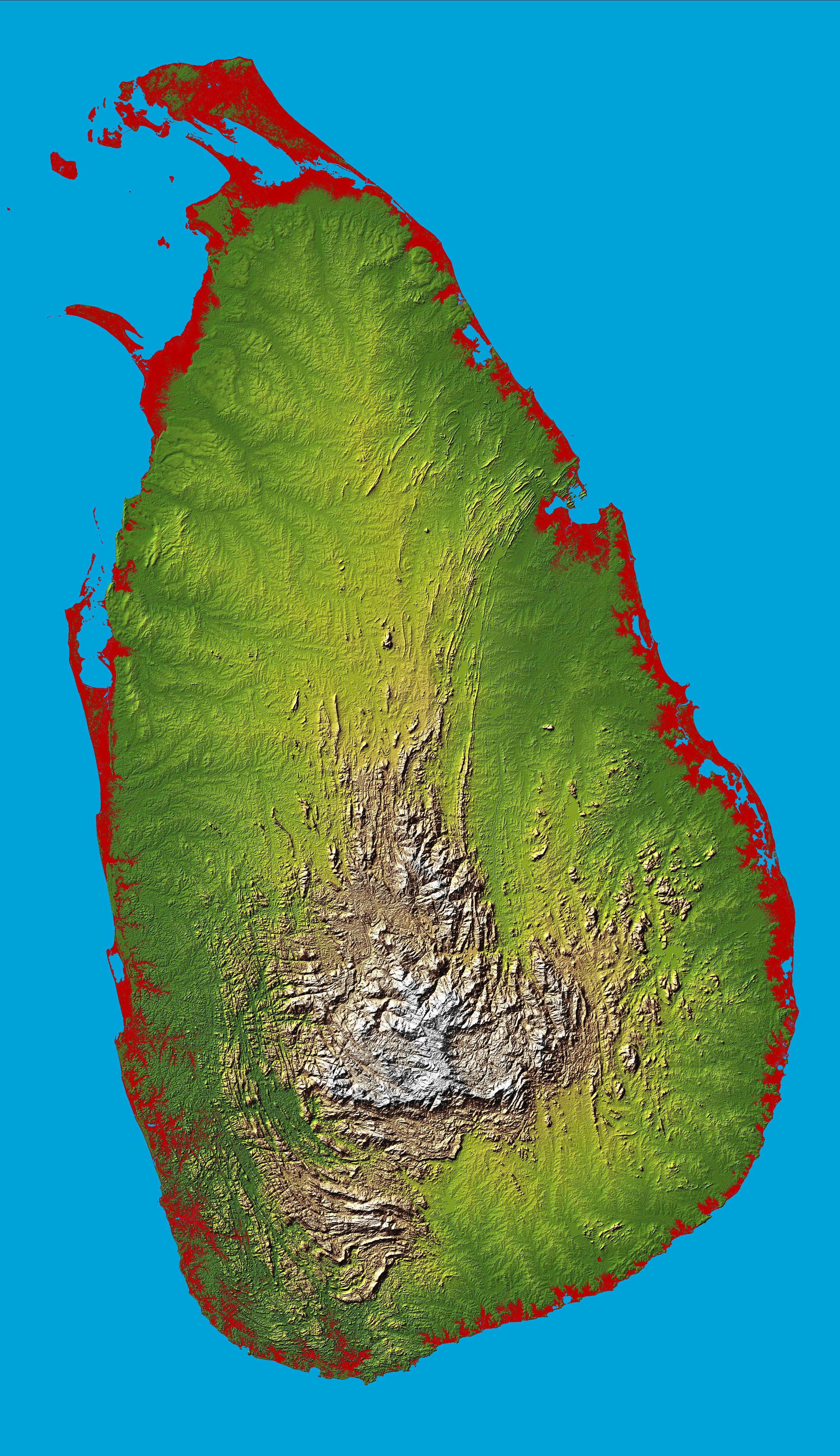
Topographie du Sri Lanka.

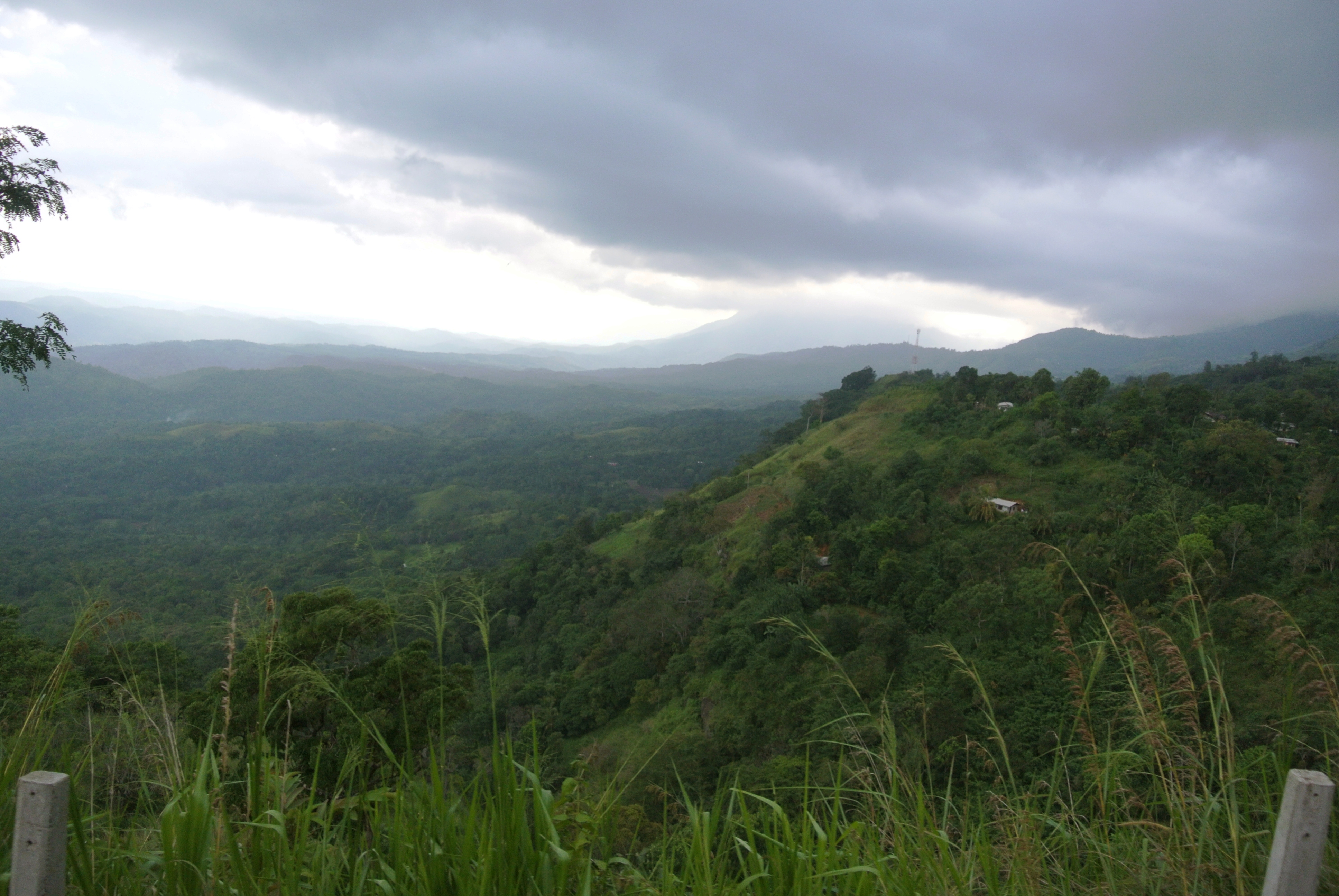
Cultures en bord de route, pâturages et forêt tropicale humide dans les collines au sud du district de Badulla

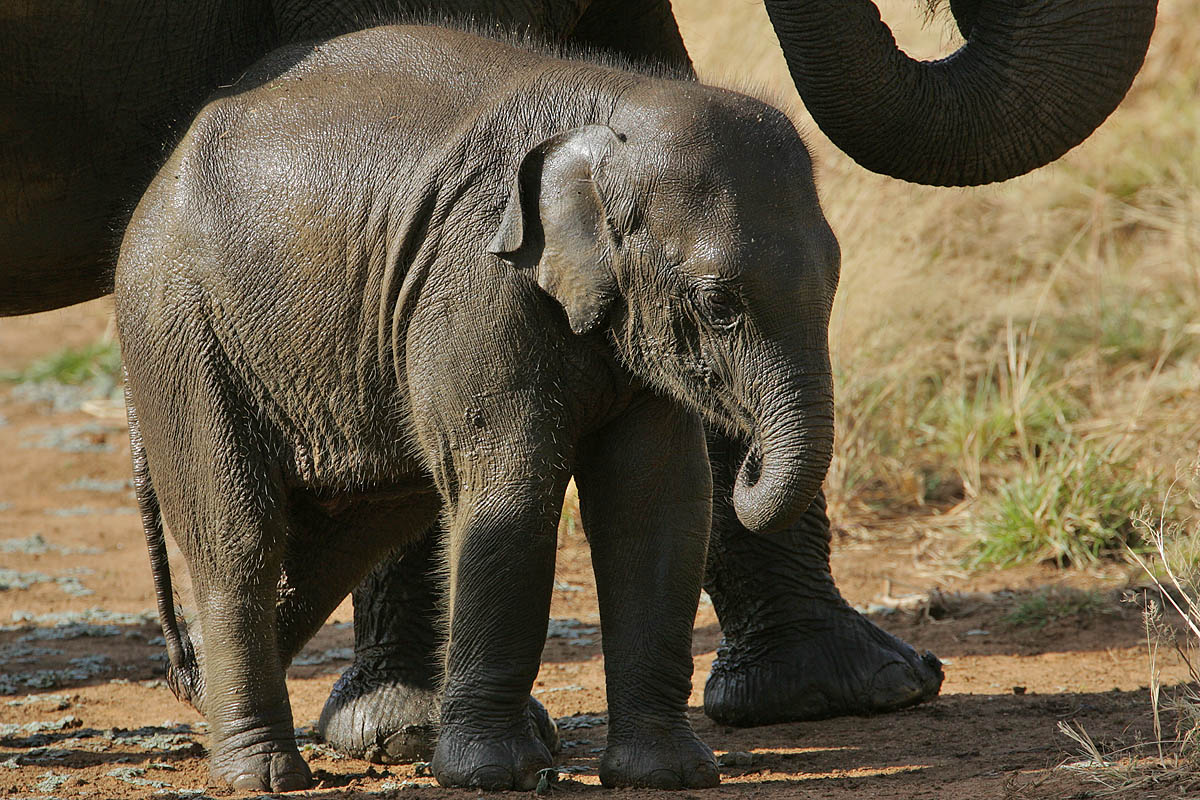
Petit d'éléphant du Sri Lanka dans le Parc national d'Udawalawe

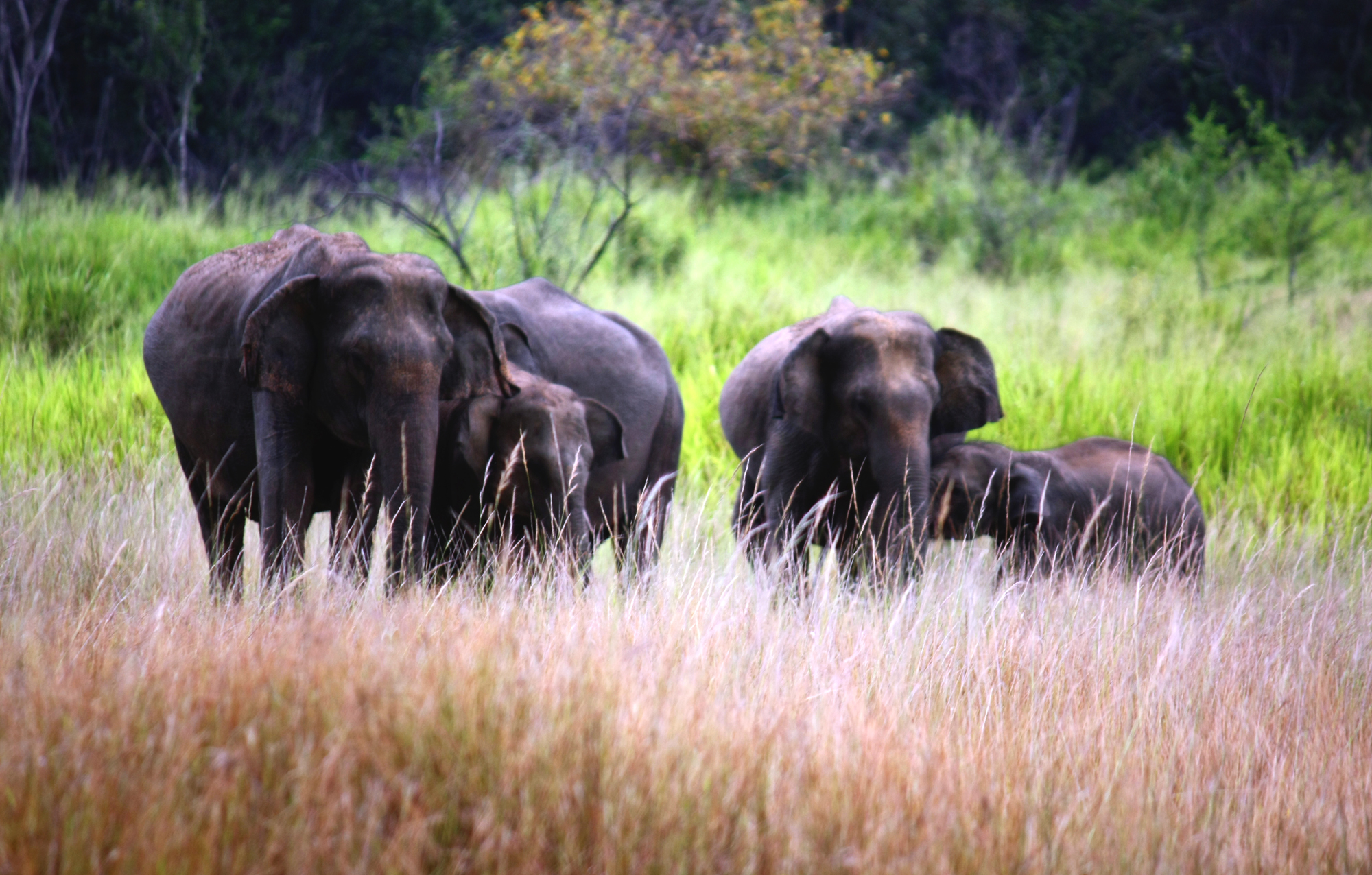
Éléphants se nourrissant d'arbustes dans le Parc national Maduru Oya

Le Sri Lanka est une île au sud-est de l’Inde, avec une zone montagneuse centrale, entouré d'une plaine côtière, avec un relief varié lié à des failles géologiques et de nombreux lacs. Le fleuve Mahaweli prend sa source à 2 224 m. Le Sri Lanka possède un littoral long de près de 1 340 kilomètres.
Le climat sri-lankais est de type tropical humide, avec une mousson d'été.
La forêt occupe 32 % du territoire. La zone humide, au sud-ouest, est constituée de forêts tropicales et de feuillus, notamment l'ébène et le teck. La zone montagneuse du centre présente une végétation de plateau : forêts de rhododendrons, arbres moussus...
On compte 86 espèces de mammifères (éléphants, léopards, macaques, chacals...), 54 de poissons, 40 de grenouilles et crapauds, une large gamme de reptiles. 
Il existe un certain nombre d'espèces endémiques comme l'éléphant du Sri Lanka. Sa population a diminué de 50 % en 3 génération (soit environ 60 - 70 ans). Il a été classé en 1986 comme espèce en danger.

#### Agriculture

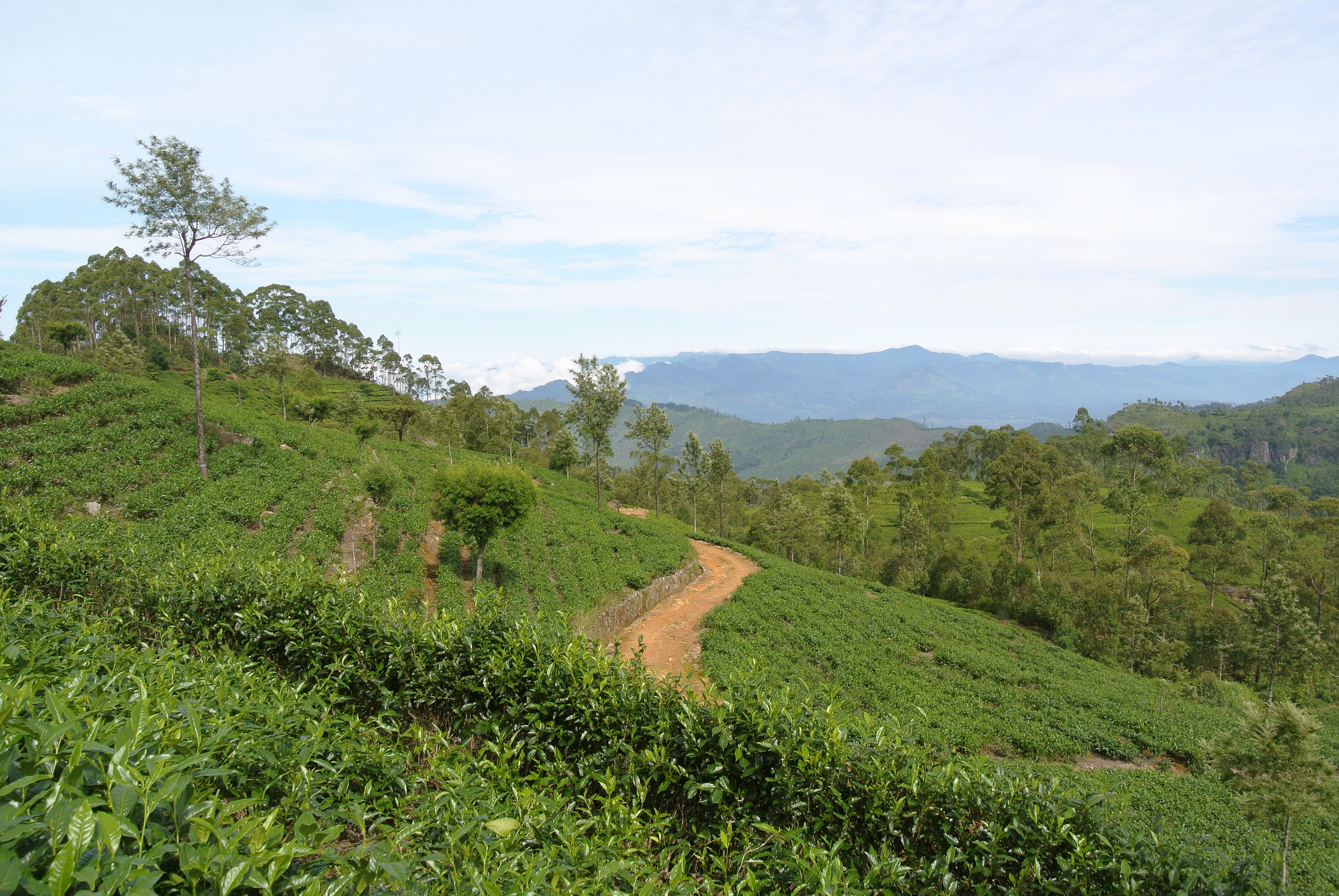
Plantation de thé à environ 1 800 m à Haputale

## Impacts sur les milieux naturels

### Activités humaines

#### Industries et activités minières
L’activité minière dégrade des côtes.

#### Chasse, pêche et braconnage

##### Commerce illégal de l'ivoire
Le Sri Lanka est un pays de transit dans le commerce illégal de l'ivoire lié au braconnage d'éléphants[réf. nécessaire].

### Pollutions

#### La pollution de l'air
Il existe une pollution de l’air à Colombo.

#### La pollution de l'eau
Une pollution des eaux du littoral découle de l'activité minière. 
Les réserves d’eau douce sont également polluées.
Les plages sri-lankaises et les eaux environnantes sont envahies de millions de granulés de plastique à la suite du naufrage d'un navire porte-conteneurs en mai 2021, provoquant notamment l’interdiction de la pêche.

#### La gestion des déchets
80 % environ des rejets mondiaux de plastiques dans les océans ne proviennent que de quelques pays d'Asie (Chine, Indonésie, Philippines, Vietnam, Sri Lanka, etc.).

### Impacts des aménagements et de l'urbanisation

#### Urbanisation
Les espèces sauvages sont menacées par l’urbanisation.

## L'exposition aux risques
Le Sri Lanka est exposé à de nombreux risques : séismes et tsunamis, incendies, inondations, sécheresses, érosion et glissements de terrain. 
Le séisme et tsunami en Asie du Sud-Est du 26 décembre 2004 a touché l'Indonésie mais aussi le Sri Lanka, l'Inde, la Thaïlande. Le séisme marin, d'une magnitude très importante de 9 sur l'échelle de Richter, fut suivi d'un raz-de-marée qui traversa l'océan Indien et fit plus de 220 000 victimes, dont plus de 160 000 en Indonésie et plus de 35 000 au Sri Lanka. La vague dévasta près de 800 kilomètres du littoral sri-lankais (villages, milieux naturels, faune et flore). Lorsqu'elle se retira, la zone inondée s'étendait sur plus d’un kilomètre à l'intérieur des terres.

## Politique environnementale au Sri Lanka

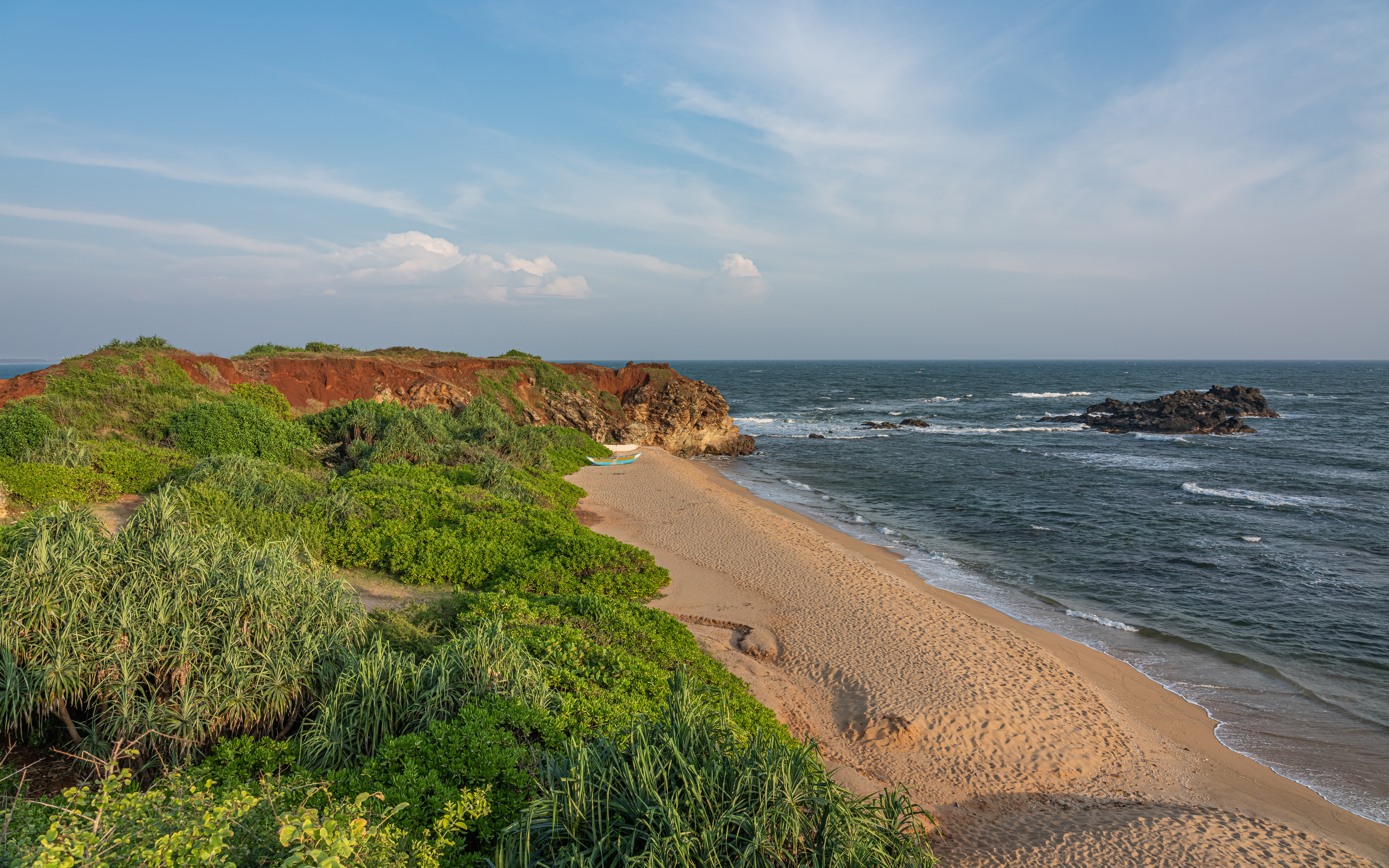
Dans le උස්සංගොඩ (parc national de Ussangoda) au Sri Lanka. Janvier 2020.

### Évaluation environnementale globale
En 2015, l'organisation Global Footprint Network (GFN) indique que le Sri Lanka a un déficit en biocapacité. L'empreinte agricole est légèrement supérieure à la capacité agricole, L'empreinte de la consommation de bois est 4 fois supérieure à la capacité forestière, et le bilan carbone est négatif avec une empreinte carbone 9 fois supérieure à la capacité forestière d’absorption.